# Tết ở làng địa ngục
Tết ở làng địa ngục (tiếng Anh: Hellbound Village) là bộ phim truyền hình Việt Nam thuộc thể loại kinh dị – cổ trang do ProductionQ - Creative House cùng với kênh truyền hình K+ phối hợp đầu tư sản xuất và thuộc sở hữu dưới thương hiệu K+ORIGINAL, được đạo diễn bởi Trần Hữu Tấn với sự tham gia của dàn diễn viên đa thế hệ từ hai miền Bắc – Nam như Quang Tuấn, Nguyên Thảo, NSƯT Phú Đôn, Võ Tấn Phát, Lan Phương, NSƯT Văn Báu, NSƯT Hạnh Thúy, NSƯT Chiều Xuân... Phim được chuyển thể từ tiểu thuyết cùng tên của nhà văn Thảo Trang xoay quanh những biến cố kỳ lạ xảy ra ở làng Địa ngục, nơi sinh sống của hậu duệ một băng cướp man rợ.
Bộ phim đã được phát sóng vào lúc 20 giờ Thứ 2, Thứ 3 hàng tuần trên kênh K+CINE và app K+, bắt đầu từ 23 tháng 10 năm 2023. Đồng thời, phim cũng đã được phát hành trên nền tảng Netflix.

## Nội dung
Bộ phim truyền hình được chuyển thể từ tiểu thuyết cùng tên của nhà văn Thảo Trang, gồm 12 tập.
Phim xoay quanh những cái chết kỳ dị, man rợ xuất hiện ngày càng nhiều ở làng Địa Ngục - nơi nương náu hiện giờ của con cháu băng cướp khét tiếng một thời trong quá khứ. Mỗi ngày trôi qua, hàng loạt điềm báo, án mạng bi thảm không ngừng xảy đến với những người dân làng vô tội.
Phải chăng hậu duệ của băng cướp giờ đây đang đối mặt với nghiệp dữ do tội ác cha ông họ để lại, hay mọi chuyện đều do một hình nhân thế mạng đứng phía sau, thao thúng và đang lên kế hoạch tận diệt từng sinh mạng dân làng vô tội bằng loại quỷ thuật điên rồ chẳng ai ngờ tới?

## Diễn viên
- Vũ Hoàng Đức trong vai dân làng
- Quang Tuấn trong vai Ông Thập

- NSƯT Phú Đôn trong vai Lão Ăn Mày

- NSƯT Văn Báu trong vai Cụ Khảm

- NSƯT Chiều Xuân trong vai Bà Phong

- Võ Tấn Phát trong vai Tam Quỷ

- Nguyên Thảo trong vai Thị Thập

- Huỳnh Như Đan trong vai Cô Mây

- Hải Nam trong vai Cậu Đức

- NSƯT Hạnh Thúy trong vai Thị Lam

- Đình Khang trong vai Kẻ Điên (thằng Đại)

- NSND Ngọc Thư trong vai Bà Tư

- Lan Phương trong vai Thập Nương

- Viết Liên trong vai Đồ Lam

- Thiên Tú trong vai Thị Tam

- NSƯT Minh Tuấn trong vai Tứ Cháo Lòng

- Lương Ngọc Dung trong vai Thị Tứ

- Thanh Chi trong vai Ông Tể

- Bùi Quỳnh Như trong vai cô Hạch

- Mạnh Toàn trong vai Võ Tòng

- Hoàng Thoa trong vai Bà Vạn

- Lê Lan Anh trong vai Hình nhân đỏ

## Danh sách tập
| Số tập | Tựa đề                    | Ngày phát sóng gốc   |
| --- | ------------------------- | -------------------- |
| 1 | "Người chết báo mộng"     | 23 tháng 10 năm 2023 |
| Ám ảnh về một giấc mơ báo trước, trưởng làng Thập tìm kiếm câu trả lời rồi biết rằng quá khứ đen tối của dân làng có thể là nguyên nhân dẫn đến kiếp nạn sắp tới của họ.             |                           |                      |
| 2 | "Chuyến đò chở vong"      | 24 tháng 10 năm 2023 |
| Thập gặp rắc rối vì những tin đồn đáng ngại xung quanh ông lão anh gặp ở chợ, trong khi những sự kiện bất ổn hơn bắt đầu xảy ra xung quanh anh.                                      |                           |                      |
| 3 | "Rượu sọ người"           | 30 tháng 10 năm 2023 |
| Khi những nghi ngờ khuấy động làng Dâu, Thập và bác Tam chất vấn ông lão về thảm kịch gần đây và lật mở câu chuyện khủng khiếp đằng sau đó.                                          |                           |                      |
| 4 | "Cá chép rỉa thịt"        | 31 tháng 10 năm 2023 |
| Một nỗi bất hạnh khủng khiếp ở làng của Thập khiến anh phải gấp rút về làng Dâu để tìm sự giúp đỡ sau khi thầy lang Khảm nhận thấy điều đáng ngờ về vụ việc.                         |                           |                      |
| 5 | "Thịt xiên nướng"         | 6 tháng 11 năm 2023  |
| Đi tìm câu trả lời cho lời nguyền chết chóc, Thập đưa Tam và ông lão về làng. Trong khi đó, dân làng chứng kiến cảnh tượng khủng khiếp.                                              |                           |                      |
| 6 | "Hình nhân thế mạng"      | 7 tháng 11 năm 2023  |
| Khi Thập đến làng, một tai họa bí ẩn ập đến với trẻ em ở đây khiến chúng không thể tỉnh dậy sau giấc ngủ.                                                                            |                           |                      |
| 7 | "Đêm giao thừa đẫm máu"   | 13 tháng 11 năm 2023 |
| Ở bìa rừng, cụ Khảm và dân làng tiến hành một nghi lễ để cứu bọn trẻ. Sau đó, một thi thể bị chặt ra từng khúc được tìm thấy trong làng.                                             |                           |                      |
| 8 | "Mồng một tết kinh hoàng" | 14 tháng 11 năm 2023 |
| Cuộc thảo luận với bác Tam thôi thúc Thập đi tìm ông lão. Nhưng việc tìm kiếm bị gián đoạn khi anh chứng kiến hành động mạo phạm đầy kinh hoàng.                                     |                           |                      |
| 9 | "Cả làng chôn sống"       | 20 tháng 11 năm 2023 |
| Không nghe lời khuyên của Thập, dân làng chọn biện pháp tàn nhẫn để trừng phạt Thị Lam. Không lâu sau đó, Tam tình cờ thấy cảnh tượng rùng rợn liên quan đến một bí mật bị chôn vùi. |                           |                      |
| 10 | "Ăn hồn trộm phách"       | 21 tháng 11 năm 2023 |
| Tam tỉnh dậy và nhận ra một người khác trong làng đã trở thành nạn nhân của ma thuật hắc ám. Mây tiết lộ manh mối quan trọng mà cô nhận được ngay trước khi Đại mất tỉnh táo.        |                           |                      |
| 11 | "Hỏa xa địa ngục"         | 27 tháng 11 năm 2023 |
| Thập biết được sự thật không ngờ tới do ông lão hé lộ. Trong khi đó, cụ Khảm tìm cách đối mặt với Thị Lam, bất chấp cơ hội mong manh.                                                |                           |                      |
| 12 | "Kẻ sống sót"             | 28 tháng 11 năm 2023 |
| Khi tai họa ập xuống ngôi làng, Thập và Tam đến đó để đương đầu với nguyên nhân dẫn đến những án mạng liên tiếp và sự hủy diệt một lần cuối cùng.                                    |                           |                      |

## Sản xuất
Bộ phim do Truyền hình K+ - Công ty TNHH Truyền hình số vệ tinh Việt Nam (VSTV) đầu tư sản xuất và sở hữu dưới thương hiệu K+ ORIGINAL. Hai yếu tố trinh thám và kinh dị được đạo diễn tập trung sử dụng để tạo ra không gian hoang vu cùng các tình tiết bí ẩn. Nhiều cú lật mở xoay quanh lời nguyền đang ám lên ngôi làng Địa Ngục khiến khán giả khó có thể đoán ra ai là nạn nhân tiếp theo hay thủ phạm thật sự. Vai chính trong phim là ông Thập, một người trưởng làng cương trực do diễn viên Quang Tuấn đảm nhiệm. Với tính tình hiền lành, chân phương, ông Thập luôn đau đáu về tội ác mà tổ tiên mình đã gây ra trong quá khứ nên thường xuyên giúp đỡ mọi người như một cách để tích đức, trả nghiệp máu của cha ông.
Sánh vai nữ chính cùng Quang Tuấn là diễn viên Nguyên Thảo, hoá thân với vai diễn Thị Thập đa màu sắc. Từ một người vợ hiền lành, nhẫn nhịn, chỉ biết nghe lời chồng, Thị Thập đã có những bước xoay chuyển tâm lý. Tết Ở Làng Địa Ngục còn có sự góp mặt của những gương mặt như Lan Phương, Võ Tấn Phát, NSUT Phú Đôn,.... Để nhập vai lão ăn mày cụt chân, NSUT Phú Đôn đã giảm cân, nuôi râu tóc, để móng tay dài và mỗi ngày mất rất nhiều thời gian cho khâu hoá trang trước khi vào cảnh quay. Với diễn viên Lan Phương, cô hóa thân vào Thập Nương với nội tâm phức tạp, tâm địa mưu mô khó lường và thủ đoạn tàn nhẫn. Một cây hài khác của màn ảnh góp mặt trong Tết Ở Làng Địa Ngục là Võ Tấn Phát trong vai Tam Quỷ. Vai diễn của anh mang lại tiếng cười giữa những câu chuyện căng thẳng.

## Phát hành
Vào ngày 6 tháng 10 năm 2023, trailer chính thức của Tết Ở Làng Địa Ngục được phát hành trên YouTube KPLUSCINEMA tiết lộ nhiều tình tiết, hình ảnh cùng bối cảnh của bộ phim quay tại làng Sảo Há, tỉnh Hà Giang. Bộ phim gồm 12 tập, mỗi tập dài 45 phút, phát sóng trên K+ lúc 20h Thứ 2, thứ 3 hàng tuần trên kênh K+CINE & app K+, bắt đầu từ 23 tháng 10. Phim cũng có trên Netflix cùng ngày phát sóng với K+.

## Đón nhận

### Đánh giá
Theo nhà báo Anh Trang của báo Lao Động, mặc dù phim thành công trong việc xây dựng bối cảnh cũng như tạo hình của các nhân vật nhưng cách dựng phim và câu chuyện trong phim khá rời rạc nhau. Câu chuyện trong phim cũng được cho là quá chậm và lê thê. Thoại của các nhân vật được cho là không tự nhiên và thiếu truyền cảm. Đồng thời, đầu phim sẽ nhắc lại cảnh cuối của tập trước; tuy nhiên, đồng thời lại xen kẽ thêm tình tiết mới chưa xuất hiện trong các cảnh tập cũ khiến phim trở nên thiếu logic.

## Giải thưởng
| Năm  | Giải thưởng                                | Hạng mục                  | Đề cử               | Kết quả           | Nguồn  |
| ---- | ------------------------------------------ | ------------------------- | ------------------- | ----------------- | ------ |
| 2023 | Ngôi sao của năm                           | Hiện tượng Phim ảnh       | Tết ở làng địa ngục | Đoạt giải         | [ 15 ] |
| 2023 | WeChoice Awards                            | Phim truyền hình của năm  | Tết ở làng địa ngục | Đoạt giải         | [ 16 ] |
| 2024 | Giải Cánh diều                             | Phim truyền hình xuất sắc | Tết ở làng địa ngục | Đề cử             | [ 17 ] |
| 2025 | Liên hoan Truyền hình toàn quốc lần thứ 42 | Phim dài tập              | Tết ở làng địa ngục | Giải khuyến khích | [ 18 ] |